# Partagás
Partagás está entre as marcas mais antigas existentes de charutos, criado em Havana em 1845. O nome é usado hoje por duas entidades independentes e concorrentes, um produzido na ilha de Cuba para a Habanos SA, a empresa de tabaco cubano; o outro, sem tabaco cubano, produzido na República Dominicana para General Cigar Company, uma subsidiária da Swedish Match.